# 1 Brygada Saperów (II RP)
1 Brygada Saperów (1 BSap) – szkoleniowo-organizacyjna struktura niemacierzysta saperów Wojska Polskiego II RP.
1 Brygada Saperów sformowana została 22 listopada 1929 w Modlinie.
27 kwietnia 1927 Minister Spraw Wojskowych mianował podpułkownika Romana Bolesława Ciborowskiego na stanowisko dowódcy brygady, natomiast na stanowiska oficerów sztabu wyznaczył majora Jana Edmunda Monkiewicza i kapitana Czesława Czechowskiego. 18 lutego 1930 dowódca brygady awansował na pułkownika.

## Dowódcy brygady
- ppłk/płk Roman Bolesław Ciborowski – (od 27 IV 1929)
- płk Jan Skoryna

## Struktura brygady
- dowództwo brygady – Modlin
- 1 batalion saperów Legionów – Modlin
- batalion silnikowy – Modlin
- batalion mostowy – Kazuń
- batalion elektrotechniczny – Nowy Dwór

W związku z likwidacją w marcu 1934 3 Brygady Saperów, jednostki saperskie zostały przeorganizowane w trzy brygady. W skład nowej 1 Brygady Saperów weszły:
- dowództwo brygady – Warszawa
- 1 batalion saperów Legionów – Modlin
- 3 batalion saperów – Wilno
- 6 batalion saperów – Brześć
- 8 batalion saperów – Toruń